# الشمال ضد الجنوب
الشمال ضد الجنوب (بالفرنسية: Nord contre Sud)‏، (بالإنجليزية: Texar's Revenge, or, North Against South)‏ هي رواية من تأليف الروائي جول فيرن صدرت عام 1887.